# Allosminthus
Allosminthus — рід мишоподібних ссавців з родини мишівкових. Скам'янілості виявлено в олігоценових покладах Китаю, Монголії, Пакистану, а також у еоценових покладах Китаю й Казахстану. Описано такі види: Allosminthus diconjugatus, Allosminthus ernos, Allosminthus khandae, Allosminthus majusculus, Allosminthus uniconjugatus.